# Нова Зеландія на зимових Олімпійських іграх 2018
Нова Зеландія на зимових Олімпійських іграх 2018, що проходили з 9 по 25 лютого 2018 у Пхьончхані (Південна Корея), була представлена 10 спортсменами в 2 видах спорту.

## Медалісти
| Медалі | Спортсмени           | Вид спорту  | Дисципліна         | Дата      |
| ------ | -------------------- | ----------- | ------------------ | --------- |
| Бронза | Зої Садовскі-Синнотт | Сноубординг | біг-ейр (жінки)    | 22 лютого |
| Бронза | Ніко Портеус         | Фристайл    | хафпайп (чоловіки) | 22 лютого |

## Спортсмени
| Вид спорту  | Чоловіки | Жінки | Всього |
| ----------- | -------- | ----- | ------ |
| Фристайл    | 5        | 1     | 6      |
| Сноубординг | 3        | 1     | 4      |
| Усього      | 8        | 2     | 10     |